# Kanton Hazebrouck
Der Kanton Hazebrouck ist ein Kanton im französischen Département Nord und im Arrondissement Dunkerque. Er entstand 2015 durch ein Dekret vom 17. Februar 2014.

## Gemeinden
Der Kanton besteht aus 16 Gemeinden mit insgesamt 59.148 Einwohnern (Stand: 1. Januar 2022) auf einer Gesamtfläche von 233,35 km²:
| Gemeinde          | Einwohner 1. Januar 2022 | Fläche km² | Dichte Einw./km² | Code INSEE | Postleitzahl |
| ----------------- | ------------------------ | ---------- | ---------------- | ---------- | ------------ |
| Blaringhem        | 2.046                    | 18,23      | 112              | 59084      | 59173        |
| Boëseghem         | 738                      | 7,08       | 104              | 59087      | 59189        |
| Ebblinghem        | 658                      | 9,20       | 72               | 59184      | 59173        |
| Estaires          | 6.551                    | 12,82      | 511              | 59212      | 59940        |
| La Gorgue         | 5.553                    | 15,03      | 369              | 59268      | 59253        |
| Haverskerque      | 1.385                    | 9,17       | 151              | 59293      | 59660        |
| Hazebrouck        | 21.785                   | 26,20      | 831              | 59295      | 59190        |
| Lynde             | 782                      | 9,07       | 86               | 59366      | 59173        |
| Merville          | 9.729                    | 26,96      | 361              | 59400      | 59660        |
| Morbecque         | 2.538                    | 44,34      | 57               | 59416      | 59190        |
| Neuf-Berquin      | 1.422                    | 6,40       | 222              | 59423      | 59940        |
| Renescure         | 2.130                    | 18,93      | 113              | 59497      | 59173        |
| Sercus            | 489                      | 4,98       | 98               | 59568      | 59173        |
| Steenbecque       | 1.626                    | 11,96      | 136              | 59578      | 59189        |
| Thiennes          | 918                      | 7,54       | 122              | 59590      | 59189        |
| Wallon-Cappel     | 798                      | 5,44       | 147              | 59634      | 59190        |
| Kanton Hazebrouck | 59.148                   | 233,35     | 253              | 5921       | –            |